# Stará radnice (Segedín)
Radnice v Segedínu (maďarsky Városháza) je budova, kde sídlí primátor a zastupitelstvo města. Historická budova stojí na Széchenyiho náměstí č. 10. Je památkově chráněná.
Budova vznikla přestavbou původní radnice z roku 1728. Ta byla přebudována poprvé v letech 1799 až 1805 podle projektu Istvána Vedrese. V červenci 1849 zde dvakrát zasedal uherský sněm. Po povodni v roce 1879 bylo zasypáno přízemí a budova následně roku 1883 zvýšena o jedno patro. Přestavěna byla navíc fasáda, a to podle projektu Gyuly Pártose a Ödöna Lechnera. Do interiéru byly umístěny do zasedacího sálu portréty císaře Františka Josefa I., ministra Lájose Tiszy a znak Segedína.